# Андреевский (Тюменская область)
Андреевский (тат. Индерәй) — посёлок в Тюменском районе Тюменской области России.
Образует муниципальное образование посёлок Андреевский со статусом сельского поселения как единственный населённый пункт в его составе.

## География
Расположен на юго-восточной окраине города Тюмень, на восточном берегу озера Андреевское. На противоположном западном берегу этого озера находится посёлок Боровский.

### Климат
Климат резко континентальный, с холодной продолжительной зимой и тёплым относительно коротким летом. Среднегодовая температура — 0,7 °C. Средняя температура воздуха самого холодного месяца (января) — −17,2 °C (абсолютный минимум — −46 °C); самого тёплого месяца (июля) — 17,8 °C (абсолютный максимум — 39 °С). Безморозный период длится 121 день. Среднегодовое количество атмосферных осадков составляет 470 мм, из которых 365 мм выпадает в тёплый период. Продолжительность залегания снежного покрова составляет в среднем 151 день.

## История
До 1917 года входило в состав Кашегальской волости Тюменского уезда Тобольской губернии. По данным на 1926 год деревня Андреевские Юрты состояли из 51 хозяйства. В административном отношении входила в состав Чикчинского сельсовета Тюменского района Тюменского округа Уральской области.

## Население
| 2010  | 2012  | 2013  | 2014  | 2015  | 2016  | 2017  |
| ----- | ----- | ----- | ----- | ----- | ----- | ----- |
| 1501  | ↗1503 | ↘1496 | ↗1509 | ↗1566 | ↗1615 | ↗1649 |
| 2018  | 2019  | 2020  | 2021  | 2024  |       |       |
| ↘1639 | ↗1705 | ↗1754 | ↗1958 | ↗1975 |       |       |

По данным переписи 1926 года в деревне проживало 240 человек (120 мужчин и 120 женщин), в том числе: татары составляли 100 % населения.
Согласно результатам переписи 2002 года, в национальной структуре населения татары составляли 42 % населения, русские — 36 % из 1787 чел.